# Ниши

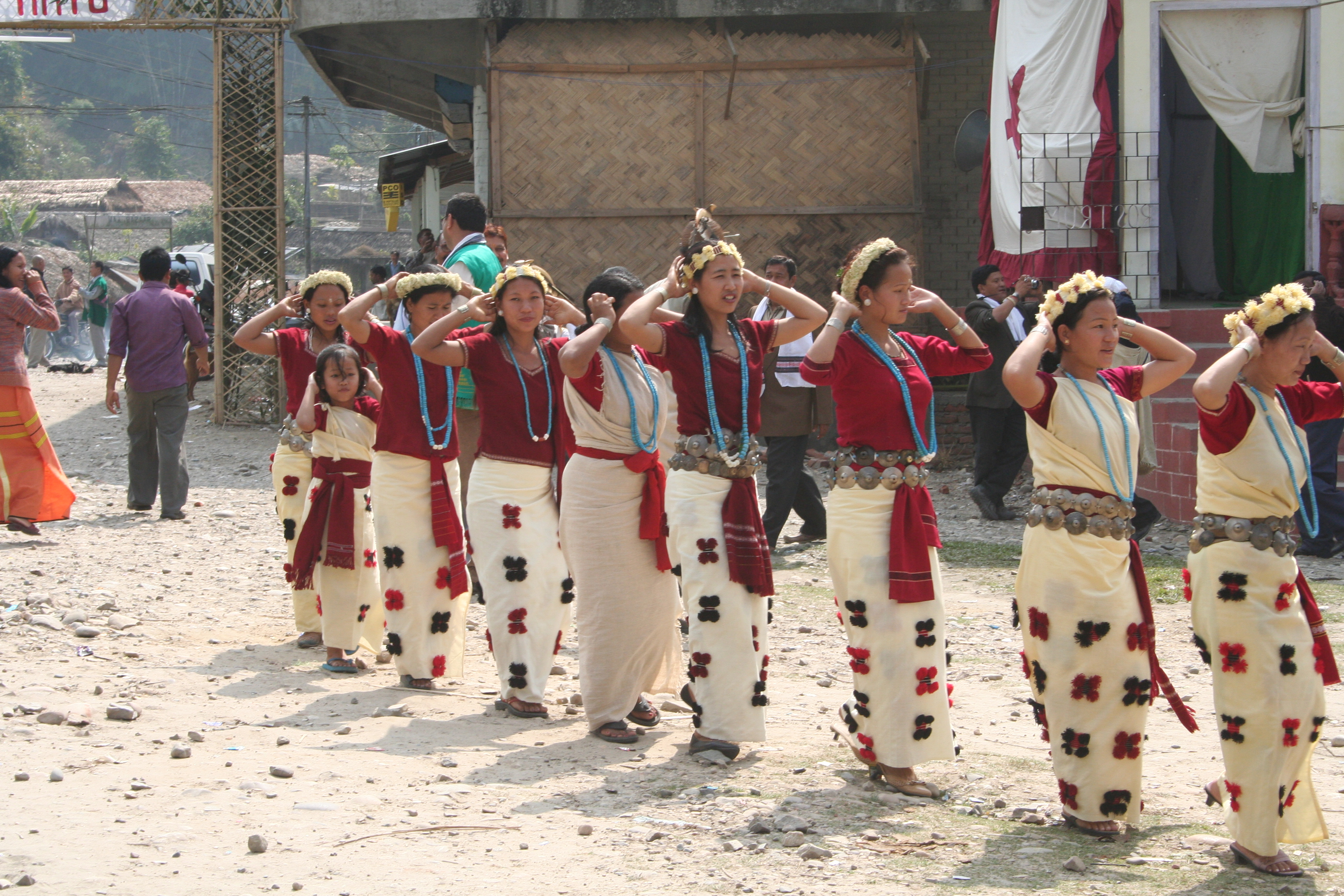
Ниши на праздновании Нёкум.

Ниши (также: бангни, дафла) — народ на северо-востоке Индии. Проживают главным образом в округах Папум-Паре, Восточный Каменг и Нижний Субансири штата Аруначал-Прадеш, а также в округе Дарранг штата Ассам. По данным Ethnologue численность этноса составляет около 261 тыс. человек. Язык ниши относится к тибето-бирманской семье, наиболее родственен языкам апатани и ади. Уровень грамотности около 40 %.
По другим данным народ ниши (дафла) проживает на территории восточного Бутана и Аруначал-Прадеш — численность народа составляет 40 тыс.человек (по 20 тысяч человек в Бутане и Индии).
Среди ниши распространена полигиния, межэтнические браки с соседними народами не приняты. Основу экономики составляет земледелие, основные продукты которого: рис и пшено. Религия ниши представляет собой анимистические верования в духов природы, в Аботени. В XX веке значительная часть этноса перешла в христианство.